# Авр
Авр (фр. Le Havre) град је и лука у северозападној Француској у региону Горња Нормандија, у департману Приморска Сена. Авр је после Марсеља друга највећа лука Француске.
Град се налази на десној обали широког ушћа реке Сене у канал Ламанш. На другој страни реке је град Онфлер. Онфлер и Авр су повезани Нормандијским мостом дужине 2143.21 m.
По подацима из 2006. године број становника у месту је био 182.580. Општина се простире на површини од 46,95 km². Налази се на средњој надморској висини од 4 m (максималној 105 m, минималној 0 m).

## Географија

### Клима
| Клима (Авр)                | Клима (Авр)  | Клима (Авр) | Клима (Авр)  | Клима (Авр)  | Клима (Авр)  | Клима (Авр)  | Клима (Авр)  | Клима (Авр)  | Клима (Авр)  | Клима (Авр)  | Клима (Авр)  | Клима (Авр)  | Клима (Авр)    |
| Показатељ \ Месец          | .Јан.        | .Феб.       | .Мар.        | .Апр.        | .Мај.        | .Јун.        | .Јул.        | .Авг.        | .Сеп.        | .Окт.        | .Нов.        | .Дец.        | .Год.          |
| -------------------------- | ------------ | ----------- | ------------ | ------------ | ------------ | ------------ | ------------ | ------------ | ------------ | ------------ | ------------ | ------------ | -------------- |
| Просек, °C (°F)            | 4,6 (40,3)   | 4,9 (40,8)  | 6,8 (44,2)   | 8,8 (47,8)   | 12,1 (53,8)  | 14,8 (58,6)  | 17 (63)      | 17,2 (63)    | 15,7 (60,3)  | 12,6 (54,7)  | 8,2 (46,8)   | 5,6 (42,1)   | 10,7 (51,3)    |
| Количина падавина, mm (in) | 62,6 (24,65) | 49 (19,3)   | 54,3 (21,38) | 42,9 (16,89) | 52,7 (20,75) | 52,6 (20,71) | 50,2 (19,76) | 48,5 (19,09) | 64,5 (25,39) | 74,1 (29,17) | 88,1 (34,69) | 69,4 (27,32) | 708,6 (278,98) |
| [ тражи се извор ]         |              |             |              |              |              |              |              |              |              |              |              |              |                |

## Историја
Прво име града било је Франсискополис у знак захвалности краљу Франсоа I који покренуо изградњу овог града. Град је основан 8. октобра 1517.
Авр је тешко страдао у бомбардовању и борбама при искрцавању у Нормандију у Другом светском рату. Страдало је 5.000 људи, а 12.000 домова је уништено. Центар града је реконструисан после рата, али је већи део поново саграђен у стилу модерне архитектуре.
Због своје оригиналне бетонске архитектуре, од јула 2005. Авр је на Унесковој листи светске баштине. Неки становници не воле сиви, бетонски имиџ града, па га називају „Бразилија Француске“.
„Музеј лепих уметности Андре Малро“ у Авру поседује другу најзначајнију колекцију импресионистичког сликарства у Француској, после музеја Орсе у Паризу.

## Демографија
| 1962.   | 1968.   | 1975.   | 1982.   | 1990.   | 1999.   | 2006.   | 2011.   |
| ------- | ------- | ------- | ------- | ------- | ------- | ------- | ------- |
| 187.845 | 207.150 | 217.882 | 199.388 | 195.854 | 190.905 | 182.580 | 174.156 |

График промене броја становника у току последњих година

## Партнерски градови
- Магдебург
- Даљен
- Port of Amsterdam
- Санкт Петербург
- Саутхемптон
- Тампа
- Ајдин
- Иберхерн
- Сан Франсиско де Кампече
- Поант Ноар
- Трст